# احمد حیدرخان
احمد حیدرخان بازیکن سابق فوتبال باشگاه فوتبال استقلال تهران (زاده ۱ آذر ۱۳۳۶ در تهران) بازیکن فوتبال اهل ایران است.

## زندگی‌نامه
احمد حیدرخان از ۱۴ سالگی بازی خود را در گروه‌های پایهٔ تاج (استقلال) زیر نظر علی دانائی فرد آغاز کرد و وی در سن ۱۶ سالگی برای نوجوانان تهران انتخاب شد و قهرمان اولین دورهٔ مسابقات جام ارتشبد خاتمی شد و او بعد انقلاب سال (۱۳۵۸–۱۳۵۹) بازی خود را در لیگ با تیم پاس شروع کرد و ایشان در اواخر سال (۱۳۵۹) توسط آقای اصغر شرفی به استقلال پیوست و او تا سال (۱۳۶۵) دراستقلال به بازی خود ادامه داد و ایشان به دلیل مصدومیت و شکستگی از ناحیه مچ پا در دوران اوج خود از فوتبال کناره‌گیری کرد و وی در طول بازیگری خود شمارهٔ (۶ و ۸) را بر تن کرد.
وی با تیم محبوب باشگاه فوتبال استقلال تهران توانست به دو جام قهرمانی در سال‌های (۱۳۶۲–۱۳۶۴). دست پیدا کند.
در حال حاضر به عنوان پیشکسوت در پیشکسوتان استقلال به فعالیت دارد و همچنین ایشان در آکادمی استقلال در رده‌های (نوجوانان و جوانان) در فصل‌های مختلف به عنوان (سر مربی - مربی - سرپرست و مدیر فنی) ۵ فصل فعالیت داشته‌است.

## هم دوره‌های احمد حیدرخان
هم دوره‌های وی در تیم پاس تهران: علی مناجاتی. فیروز کریمی. حمید استیلی و …
هم دوره‌های وی در باشگاه فوتبال استقلال تهران: ناصر حجازی. حسن روشن. پرویز مظلومی. بهتاش فریبا. عبدالعلی چنگیز. اصغر حاجیلو. سعید مراغه چیان. رضا رجبی. رضا نعلچگر. غلام برهانزاده. حجت‌الله خاکسارتهرانی. رضا احدی. شاهرخ بیانی. شاهین بیانی. بیژن طاهری. جعفر مختاریفر. مجید نامجو مطلق

## قهرمانی با استقلال
اولین کسب جام قهرمانی وی با استقلال در سال (۱۳۶۲) ۳۸ امین فصل فعالیت استقلال در جام باشگاه‌های تهران بود که به مقام قهرمانی رسید. ویکی‌پدیا استقلال ۱۳۶۲.
دومین کسب جام قهرمانی وی با استقلال در سال (۱۳۶۴) ۴۰ امین فصل فعالیت استقلال در جام باشگاه‌های تهران بود که با شکست دادن تیم شاهین به مقام قهرمانی رسید.